# Campeonato Mundial de Halterofilismo de 1979
O Campeonato Mundial de Halterofilismo de 1979 foi a 53ª edição do campeonato organizado pela Federação Internacional de Halterofilismo (FIH) em Salonica, na Grécia entre 3 a 11 de novembro de 1978. Foram disputadas dez categorias com a presença de 189 halterofilistas de 39 nacionalidades.

## Medalhistas
| Evento    | Ouro                                  | Ouro     | Prata                                                       | Prata    | Bronze                                | Bronze   |
| 52 kg     | 52 kg                                 | 52 kg    | 52 kg                                                       | 52 kg    | 52 kg                                 | 52 kg    |
| --------- | ------------------------------------- | -------- | ----------------------------------------------------------- | -------- | ------------------------------------- | -------- |
| Arranque  | Wu Shude · China                      | 110,0 kg | Aleksandr Voronin · União Soviética                         | 110,0 kg | Cai Juncheng · China                  | 107,5 kg |
| Arremesso | Kanybek Osmonaliyev · União Soviética | 137,5 kg | Ferenc Hornyák · Hungria                                    | 135,0 kg | Aleksandr Voronin · União Soviética   | 132,5 kg |
| Total     | Kanybek Osmonaliyev · União Soviética | 242,5 kg | Ferenc Hornyák · HungriaAleksandr Voronin · União Soviética | 242,5 kg | Prata compartilhada                   |          |
| 56 kg     |                                       |          |                                                             |          |                                       |          |
| Arranque  | Tadeusz Dembończyk · Polónia          | 117,5 kg | Anton Kodzhabashev · Polónia                                | 117,5 kg | Daniel Núñez · Cuba                   | 115,0 kg |
| Arremesso | Viktor Veretennikov · União Soviética | 150,0 kg | Anton Kodzhabashev · Bulgária                               | 150,0 kg | Andreas Letz · Alemanha Oriental      | 147,5 kg |
| Total     | Anton Kodzhabashev · Bulgária         | 267,5 kg | Viktor Veretennikov · União Soviética                       | 262,5 kg | Tadeusz Dembończyk · Polónia          | 260,0 kg |
| 60 kg     |                                       |          |                                                             |          |                                       |          |
| Arranque  | Marek Seweryn · Polónia               | 127,5 kg | Nikolay Kolesnikov · União Soviética                        | 125,0 kg | Zhang Zhifang · China                 | 125,0 kg |
| Arremesso | Marek Seweryn · Polónia               | 155,0 kg | Georgi Todorov · Bulgária                                   | 155,0 kg | Setsuya Goto · Japão                  | 150,0 kg |
| Total     | Marek Seweryn · Polónia               | 282,5 kg | Georgi Todorov · Bulgária                                   | 275,0 kg | Setsuya Goto · Japão                  | 270,0 kg |
| 67,5 kg   |                                       |          |                                                             |          |                                       |          |
| Arranque  | Yanko Rusev · Bulgária                | 145,0 kg | Joachim Kunz · Alemanha Oriental                            | 145,0 kg | Daniel Senet · França                 | 142,5 kg |
| Arremesso | Yanko Rusev · Bulgária                | 187,5 kg | Joachim Kunz · Alemanha Oriental                            | 180,0 kg | Yao Jingyuan · China                  | 172,5 kg |
| Total     | Yanko Rusev · Bulgária                | 332,5 kg | Joachim Kunz · Alemanha Oriental                            | 325,0 kg | Daniel Senet · França                 | 312,5 kg |
| 75 kg     |                                       |          |                                                             |          |                                       |          |
| Arranque  | Roberto Urrutia · Cuba                | 155,0 kg | Nedelcho Kolev · Bulgária                                   | 155,0 kg | Yordan Mitkov · Bulgária              | 150,0 kg |
| Arremesso | Roberto Urrutia · Cuba                | 190,0 kg | Peter Wenzel · Alemanha Oriental                            | 190,0 kg | Jürgen Negwer · Alemanha Ocidental    | 187,5 kg |
| Total     | Roberto Urrutia · Cuba                | 345,0 kg | Nedelcho Kolev · Bulgária                                   | 342,5 kg | Peter Wenzel · Alemanha Oriental      | 337,5 kg |
| 82,5 kg   |                                       |          |                                                             |          |                                       |          |
| Arranque  | Yurik Vardanyan · União Soviética     | 170,0 kg | Blagoy Blagoev · Bulgária                                   | 170,0 kg | Bertalan Mandzák · Hungria            | 155,0 kg |
| Arremesso | Yurik Vardanyan · União Soviética     | 200,0 kg | András Stark · Hungria                                      | 195,0 kg | Norbert Bergmann · Alemanha Ocidental | 195,0 kg |
| Total     | Yurik Vardanyan · União Soviética     | 370,0 kg | Blagoy Blagoev · Bulgária                                   | 362,5 kg | Dušan Poliačik · Tchecoslováquia      | 350,0 kg |
| 90 kg     |                                       |          |                                                             |          |                                       |          |
| Arranque  | Gennady Bessonov · União Soviética    | 170,0 kg | Rolf Milser · Alemanha Ocidental                            | 165,0 kg | Witold Walo · Polónia                 | 160,0 kg |
| Arremesso | Rolf Milser · Alemanha Ocidental      | 212,5 kg | Gennady Bessonov · União Soviética                          | 210,0 kg | Witold Walo · Polónia                 | 202,5 kg |
| Total     | Gennady Bessonov · União Soviética    | 380,0 kg | Rolf Milser · Alemanha Ocidental                            | 377,5 kg | Witold Walo · Polónia                 | 362,5 kg |
| 100 kg    |                                       |          |                                                             |          |                                       |          |
| Arranque  | János Sólyomvári · Hungria            | 175,0 kg | Ota Zaremba · Tchecoslováquia                               | 172,5 kg | Plamen Asparukhov · Bulgária          | 167,5 kg |
| Arremesso | Pavel Syrchin · União Soviética       | 217,5 kg | Anton Baraniak · Tchecoslováquia                            | 210,0 kg | János Sólyomvári · Hungria            | 210,0 kg |
| Total     | Pavel Syrchin · União Soviética       | 385,0 kg | János Sólyomvári · Hungria                                  | 385,0 kg | Alberto Blanco · Cuba                 | 372,5 kg |
| 110 kg    |                                       |          |                                                             |          |                                       |          |
| Arranque  | Sergey Arakelov · União Soviética     | 185,0 kg | Leonid Taranenko · União Soviética                          | 182,5 kg | Valentin Hristov · Bulgária           | 177,5 kg |
| Arremesso | Sergey Arakelov · União Soviética     | 225,0 kg | Valentin Hristov · Bulgária                                 | 225,0 kg | Leif Nilsson · Suécia                 | 220,0 kg |
| Total     | Sergey Arakelov · União Soviética     | 410,0 kg | Valentin Hristov · Bulgária                                 | 402,5 kg | Leonid Taranenko · União Soviética    | 402,5 kg |
| +110 kg   |                                       |          |                                                             |          |                                       |          |
| Arranque  | Sultan Rakhmanov · União Soviética    | 192,5 kg | Jürgen Heuser · Alemanha Oriental                           | 187,5 kg | Rudolf Strejček · Tchecoslováquia     | 185,0 kg |
| Arremesso | Sultan Rakhmanov · União Soviética    | 237,5 kg | Jürgen Heuser · Alemanha Oriental                           | 232,5 kg | Gerd Bonk · Alemanha Oriental         | 230,0 kg |
| Total     | Sultan Rakhmanov · União Soviética    | 430,0 kg | Jürgen Heuser · Alemanha Oriental                           | 420,0 kg | Gerd Bonk · Alemanha Oriental         | 412,5 kg |

- — RECORDE MUNDIAL

## Quadro de medalhas
Quadro de medalhas no total combinado
| Ordem | País               | Medalha de ouro | Medalha de prata | Medalha de bronze | Total |
| ----- | ------------------ | --------------- | ---------------- | ----------------- | ----- |
| 1     | União Soviética    | 6               | 2                | 1                 | 9     |
| 2     | Bulgária           | 2               | 4                | 1                 | 6     |
| 3     | Polónia            | 1               | 0                | 2                 | 3     |
| 4     | Cuba               | 1               | 0                | 1                 | 2     |
| 5     | Alemanha Oriental  | 0               | 2                | 2                 | 4     |
| 6     | Hungria            | 0               | 2                | 0                 | 2     |
| 7     | Alemanha Ocidental | 0               | 1                | 0                 | 1     |
| 8     | Tchecoslováquia    | 0               | 0                | 1                 | 1     |
| 8     | França             | 0               | 0                | 1                 | 1     |
| 8     | Japão              | 0               | 0                | 1                 | 1     |
| Total | Total              | 10              | 11               | 9                 | 30    |

Quadro de medalhas nos levantamentos + total combinado
| Ordem | País               | Medalha de ouro | Medalha de prata | Medalha de bronze | Total |
| ----- | ------------------ | --------------- | ---------------- | ----------------- | ----- |
| 1     | União Soviética    | 16              | 6                | 2                 | 24    |
| 2     | Bulgária           | 4               | 10               | 3                 | 17    |
| 3     | Polónia            | 4               | 0                | 4                 | 8     |
| 4     | Cuba               | 3               | 0                | 2                 | 5     |
| 5     | Hungria            | 1               | 4                | 2                 | 7     |
| 6     | Alemanha Ocidental | 1               | 2                | 2                 | 5     |
| 7     | China              | 1               | 0                | 3                 | 4     |
| 8     | Alemanha Oriental  | 0               | 7                | 4                 | 11    |
| 9     | Tchecoslováquia    | 0               | 2                | 2                 | 4     |
| 10    | França             | 0               | 0                | 2                 | 2     |
| 10    | Japão              | 0               | 0                | 2                 | 2     |
| 12    | Suécia             | 0               | 0                | 1                 | 1     |
| Total | Total              | 30              | 31               | 29                | 90    |